# Caduta libera (programma televisivo)
Caduta libera è un programma televisivo italiano di genere game show, in onda su Canale 5 dal 4 maggio 2015 nella fascia preserale con la conduzione di Gerry Scotti.

## Il programma
Il programma, tratto dal format israeliano La'uf al HaMillion (Still Standing), creato dall'Armoza Formats, è iniziato ad andare in onda nella fascia preserale di Canale 5 dal 4 maggio 2015 con la conduzione di Gerry Scotti. Il programma è nato come esperimento del palinsesto di Canale 5, alternandosi al game show Avanti un altro! condotto da Paolo Bonolis e Luca Laurenti e in sostituzione del game show The Money Drop, andato in onda su Canale 5 dal 12 dicembre 2011 al 1º giugno 2013 con la conduzione di Gerry Scotti.

## Storia del programma
Caduta libera debutta nella fascia preserale di Canale 5 lunedì 4 maggio 2015 con la conduzione di Gerry Scotti, il quale fino al 30 aprile aveva condiviso la conduzione di Avanti un altro! con Paolo Bonolis e Luca Laurenti. La prima stagione viene realizzata negli studi dell'emittente Antena 3 a Barcellona e inizialmente andava in onda dal lunedì al sabato mentre dalla settimana successiva va in onda anche di domenica per poi andare in onda dalla domenica al venerdì (saltando quindi il sabato). Questa prima edizione si conclude venerdì 26 giugno dopo 48 puntate e lascia il posto da lunedì 29 alle repliche di Avanti un altro!.
Caduta libera torna da lunedì 4 gennaio 2016, con la seconda edizione andando a sostituire la quinta edizione di Avanti un altro!. Le riprese si trasferiscono in Italia, presso lo studio 20 del Centro di produzione Mediaset di Cologno Monzese. Anche in questa edizione il programma venne inizialmente trasmesso dal lunedì al sabato mentre dal mese di febbraio va in onda anche di domenica. Il continuo successo del programma consente ai vertici Mediaset di prolungare la trasmissione anche per il palinsesto estivo. Infatti a partire da lunedì 30 maggio il programma prende il nome di Caduta libera Smile. Questa edizione è completamente nuova rispetto alla prima: oltre alle modifiche al regolamento e alla nuova musica il montepremi sale a 300000 €. Visto il grande successo del preserale, Gerry Scotti organizza una puntata speciale in prima serata dal titolo Caduta libera - Campionissimi il 24 giugno 2016. La seconda edizione è terminata il 15 luglio 2016.
Dopo una breve pausa estiva il programma riprende sabato 10 settembre 2016 con una puntata speciale in prima serata intitolata Caduta libera - La Rivincita dei campioni per poi tornare da lunedì 12 con la terza edizione in onda regolarmente nel preserale fino a sabato 14 gennaio 2017, venendo poi sostituito dal giorno dopo da Avanti un altro!.
Dopo più di tre mesi di pausa, da domenica 30 aprile 2017 torna con la quarta edizione della trasmissione con due piccole novità: la prima riguarda il montepremi, che sale a 500000 €, mentre la seconda riguarda l'ultima sfida, che diventa "ad armi pari", consistendo che lo sfidante abbia lo stesso numero di "vite" dell'attuale campione sulla botola centrale. Questa stagione si conclude venerdì 14 luglio. In questa stagione vanno in onda 2 puntate speciali cui vanno in onda il 12 e il 19 giugno 2017: Caduta libera - Campionissimi e Caduta libera Master. La quarta edizione termina il 14 luglio 2017.
Dopo la pausa di agosto, da lunedì 11 settembre 2017 il programma torna in onda con la quinta edizione e con una novità, Lo sparo nel buio, in cui nuovi giochi occasionalmente sostituiscono le classiche domande. La serie autunnale della stagione si conclude domenica 19 novembre e al suo posto, dal giorno dopo, parte il nuovo quiz The Wall, anch'esso condotto da Gerry Scotti. 
Una volta terminata la settima edizione di Avanti un altro!, da lunedì 23 aprile 2018 il programma torna in onda con la sesta edizione. L'avvento del Campionato mondiale di calcio 2018, però, costringe i vertici Mediaset ad anticipare la fine della stagione a mercoledì 13 giugno 2018. Dal 18 giugno al 13 luglio 2018, nel caso non sono previste partite, il programma va in onda in replica.
Domenica 9 settembre 2018 il programma torna nel preserale con la sua settima edizione, che presenta una scenografia più colorata e moderna rispetto alle precedenti e introduce un nuovo gioco chiamato 6 col resto di 2. La stagione si conclude il 18 novembre e, al suo posto, dal giorno dopo torna The Wall con la sua seconda edizione.
Una volta conclusa l'ottava edizione di Avanti un altro!, Caduta libera riprende con la sua ottava edizione a partire da domenica 21 aprile 2019 e con due nuovi giochi: Che coppia! (in primavera) e Bersaglio libero (in autunno). Quest'anno, per la prima volta, il programma va in onda anche per tutta l'estate con il titolo Caduta libera Splash da lunedì 24 giugno a domenica 8 settembre con una scenografia in parte rinnovata per la stagione estiva. L'edizione termina il 17 novembre con un torneo dei campioni dal titolo Caduta libera - Campionissimi in due puntate. Dal giorno dopo, al suo posto, debutta il nuovo quiz Conto alla rovescia, ideato e condotto dallo stesso Gerry Scotti.
La nona edizione sarebbe dovuta iniziare il 4 maggio 2020, ma, a seguito della pandemia di COVID-19, slitta al 7 settembre 2020. Quest'anno viene notevolmente ridotto il pubblico in studio per rispettare le misure di contenimento e la scenografia presenta nuovi colori. Inoltre le puntate del fine settimana sono puntate vecchie. Dal 14 settembre, all'interno del quiz viene introdotto un nuovo gioco chiamato Chissà chi sarà. La trasmissione viene sospesa anticipatamente e inaspettatamente mercoledì 18 novembre 2020, dopo 53 puntate, in quanto il conduttore ha contratto il COVID-19 e non si è ritrovato in condizioni di salute tali da riprendere le registrazioni delle nuove puntate previste per gennaio. Dal giorno dopo il programma va in onda con le puntate vecchie fino al 7 marzo 2021, lasciando il posto dal giorno ad Avanti un altro!
Caduta libera torna nel preserale di Canale 5 a partire da lunedì 24 maggio 2021 con le puntate vecchie di Caduta libera Splash dell'estate 2019, fino all'11 luglio e a partire dal giorno dopo è Conto alla rovescia ad essere riproposto con le puntate vecchie. 
La decima edizione parte lunedì 30 agosto 2021 con una nuova sigla sonora, alcuni rinnovamenti scenografici e un nuovo gioco: il giornalone di Caduta libera. Le prime puntate (dal 30 agosto al 6 settembre) sono tuttavia puntate registrate in seguito alla guarigione di Gerry Scotti dal COVID-19, che sarebbero dovute andare in onda a gennaio. Anche in questa edizione rimangono le misure di contenimento della pandemia di COVID-19 adottate nell'edizione precedente. Da questa edizione il programma torna ad andare in onda tutti i giorni, sabato e domenica compresi fino al 23 ottobre. Dal giorno dopo, le puntate domenicali tornano ad essere repliche. La stagione si conclude sabato 11 dicembre 2021. Dal giorno dopo, fino a sabato 8 gennaio 2022, vanno in onda le repliche della precedente edizione, con la nuova sigla. Dal 16 dicembre 2021 al 5 gennaio 2022 vanno in onda quattro puntate in prima serata dal titolo Caduta libera - Campionissimi.
L'undicesima edizione inizia lunedì 29 agosto 2022 con la video sigla che presenta un nuovo sfondo la cui musica rimane quella in uso dalla scorsa edizione e le riprese traslocano presso lo studio 11 del Centro di produzione Mediaset di Cologno Monzese con uno studio leggermente rivisitato. In quest'edizione viene introdotto un nuovo gioco, intitolato Dieci piccoli indizi. Il 4 ottobre 2022 il programma festeggia le 1 000 puntate e, per l'occasione, nelle puntate del 4 e del 5 ottobre si tiene un torneo dei campionissimi. Fino al 9 ottobre 2022 le puntate domenicali tornano ad essere tematiche con protagonisti i VIP e determinate categorie di concorrenti mentre dal 15 ottobre fino alla fine dell'edizione, le puntate del fine settimana tornano ad essere repliche. La stagione si conclude il 18 novembre 2022 per via del Campionato mondiale di calcio 2022. Da sabato 19 novembre 2022 a domenica 8 gennaio 2023 vanno in onda le repliche della decima edizione.
La dodicesima edizione inizia giovedì 15 giugno 2023 (inizialmente doveva partire lunedì 12 giugno ma è stata slittata di 3 giorni a causa della scomparsa di Silvio Berlusconi) e prosegue fino al 30 giugno venendo poi sospesa per la pausa estiva. Le puntate del fine settimana tornano ad essere repliche, mentre dal 3 luglio al 6 agosto 2023 il programma torna interamente in replica. Dal 4 settembre 2023 tornano in onda le puntate inedite della dodicesima edizione, tranne le puntate del fine settimana che continuano ad essere repliche. Dal 24 settembre al 29 ottobre 2023 vanno in onda sei puntate in prima serata dal titolo Caduta libera - I migliori. La stagione si conclude il 16 dicembre 2023. Dal 17 dicembre 2023 al 1º gennaio 2024 vengono trasmesse delle repliche, così come dal 3 giugno al 14 luglio 2024.
Dopo un anno e mezzo di pausa dovuto al successo de La ruota della fortuna, sempre condotta da Gerry Scotti, il programma torna in onda con la sua tredicesima edizione (inizialmente prevista nel settembre 2024) dal 12 maggio 2025, in occasione del decimo anniversario, con molte novità tra cui il logo che presenta nuovi colori, alcuni rinnovamenti scenografici e una grafica leggermente rinnovata, nuovi giochi (Foto puzzle, Parole Parole, Frammenti musicali) e un nuovo gioco finale: Le 10 botole che sostituisce I 10 passi. Inoltre il montepremi viene ridotto a 100 000 € (come nella prima edizione) e i lecca-lecca vengono sostituiti da schermi elettronici. Nelle prime due settimane va in onda tutti i giorni mentre dal 31 maggio 2025 le puntate del fine settimana tornano ad essere repliche. L'edizione si conclude sabato 28 giugno 2025 e dal 29 giugno al 20 luglio 2025 il programma torna in replica.

## Edizioni
| Edizione | Periodo           | Periodo          | Conduzione   | Puntate   | Puntate      | Regia              | Studio                                                         |
| Edizione | Inizio            | Fine             | Conduzione   | Preserale | Prima serata | Regia              | Studio                                                         |
| -------- | ----------------- | ---------------- | ------------ | --------- | ------------ | ------------------ | -------------------------------------------------------------- |
| 1ª       | 4 maggio 2015     | 26 giugno 2015   | Gerry Scotti | 48        | –            | Ferran Armengol    | Studi Antena 3, Barcellona                                     |
| 2ª       | 4 gennaio 2016    | 15 luglio 2016   | Gerry Scotti | 182       | 1            | Giancarlo Giovalli | Studio 20 del Centro di produzione Mediaset di Cologno Monzese |
| 3ª       | 12 settembre 2016 | 14 gennaio 2017  | Gerry Scotti | 123       | 2            | Giancarlo Giovalli | Studio 20 del Centro di produzione Mediaset di Cologno Monzese |
| 4ª       | 30 aprile 2017    | 14 luglio 2017   | Gerry Scotti | 70        | 2            | Giancarlo Giovalli | Studio 20 del Centro di produzione Mediaset di Cologno Monzese |
| 5ª       | 11 settembre 2017 | 19 novembre 2017 | Gerry Scotti | 70        | –            | Giancarlo Giovalli | Studio 20 del Centro di produzione Mediaset di Cologno Monzese |
| 6ª       | 23 aprile 2018    | 13 giugno 2018   | Gerry Scotti | 52        | –            | Giancarlo Giovalli | Pala 20 del Centro di produzione Infront                       |
| 7ª       | 9 settembre 2018  | 18 novembre 2018 | Gerry Scotti | 71        | –            | Giancarlo Giovalli | Studio 20 del Centro di produzione Mediaset di Cologno Monzese |
| 8ª       | 21 aprile 2019    | 17 novembre 2019 | Gerry Scotti | 197       | –            | Giancarlo Giovalli | Studio 20 del Centro di produzione Mediaset di Cologno Monzese |
| 9ª       | 7 settembre 2020  | 18 novembre 2020 | Gerry Scotti | 53        | –            | Giancarlo Giovalli | Studio 20 del Centro di produzione Mediaset di Cologno Monzese |
| 10ª      | 30 agosto 2021    | 11 dicembre 2021 | Gerry Scotti | 97        | –            | Giancarlo Giovalli | Studio 20 del Centro di produzione Mediaset di Cologno Monzese |
| 10ª      | 16 dicembre 2021  | 5 gennaio 2022   | Gerry Scotti | –         | 4            | Giancarlo Giovalli | Studio 20 del Centro di produzione Mediaset di Cologno Monzese |
| 11ª      | 29 agosto 2022    | 18 novembre 2022 | Gerry Scotti | 72        | –            | Giancarlo Giovalli | Studio 11 del Centro di produzione Mediaset di Cologno Monzese |
| 12ª      | 15 giugno 2023    | 30 giugno 2023   | Gerry Scotti | 88        | –            | Giancarlo Giovalli | Studio 11 del Centro di produzione Mediaset di Cologno Monzese |
| 12ª      | 4 settembre 2023  | 16 dicembre 2023 | Gerry Scotti | 88        | 6            | Giancarlo Giovalli | Studio 11 del Centro di produzione Mediaset di Cologno Monzese |
| 13ª      | 12 maggio 2025    | 28 giugno 2025   | Gerry Scotti | 40        | –            | Giancarlo Giovalli | Studio 11 del Centro di produzione Mediaset di Cologno Monzese |

## Audience
| Edizione | Rete televisiva | Anno      | Stagione          | Programmazione | Programmazione | Programmazione | Programmazione | Programmazione | Programmazione | Programmazione | Collocazione | Media auditel  | Media auditel |
| Edizione | Rete televisiva | Anno      | Stagione          | L              | M              | M              | G              | V              | S              | D              | Collocazione | Telespettatori | Share         |
| -------- | --------------- | --------- | ----------------- | -------------- | -------------- | -------------- | -------------- | -------------- | -------------- | -------------- | ------------ | -------------- | ------------- |
| 1ª       | Canale 5        | 2015      | primavera-estate  |                |                |                |                |                |                |                | Preserale    | 2 637 000      | 16,72%        |
| 2ª       | Canale 5        | 2016      | inverno-estate    | 3 567 000      | 20,07%         |                |                |                |                |                | Preserale    |                |               |
| 3ª       | Canale 5        | 2016-2017 | estate-inverno    | 3 534 000      | 18,76%         |                |                |                |                |                | Preserale    |                |               |
| 4ª       | Canale 5        | 2017      | primavera-estate  | 2 602 000      | 18,44%         |                |                |                |                |                | Preserale    |                |               |
| 5ª       | Canale 5        | 2017      | estate-autunno    | 3 389 000      | 18,04%         |                |                |                |                |                | Preserale    |                |               |
| 6ª       | Canale 5        | 2018      | primavera         | 3 084 000      | 19,25%         |                |                |                |                |                | Preserale    |                |               |
| 7ª       | Canale 5        | 2018      | estate-autunno    | 3 242 000      | 17,87%         |                |                |                |                |                | Preserale    |                |               |
| 8ª       | Canale 5        | 2019      | primavera-autunno | 3 086 000      | 19,26%         |                |                |                |                |                | Preserale    |                |               |
| 9ª       | Canale 5        | 2020      | estate-autunno    | 3 497 000      | 18,20%         |                |                |                |                |                | Preserale    |                |               |
| 10ª      | Canale 5        | 2021      | estate-autunno    | 3 052 000      | 17,50%         |                |                |                |                |                | Preserale    |                |               |
| 11ª      | Canale 5        | 2022      | estate-autunno    | 2 776 000      | 18,56%         |                |                |                |                |                | Preserale    |                |               |
| 12ª      | Canale 5        | 2023      | primavera-autunno | 2 682 000      | 17,51%         |                |                |                |                |                | Preserale    |                |               |
| 13ª      | Canale 5        | 2025      | primavera-estate  | 2 141 000      | 17,38%         |                |                |                |                |                | Preserale    |                |               |

## Regolamento e svolgimento
Il meccanismo del gioco prevede delle sfide tra 11 concorrenti (un campione centrale e dieci sfidanti). Il concorrente centrale sceglie di volta in volta, alternando tra un uomo e una donna, un avversario. La sfida avviene con il conduttore che pone domande di cultura generale, formulate come definizioni, in cui sono già visualizzate alcune lettere delle risposte e alle quali bisogna rispondere in 30 secondi, con un numero illimitato di tentativi a cui si aggiungono, a partire dalla quinta edizione, vari giochi distaccati dalle manche classiche. Il concorrente centrale ha inizialmente 3 vite che, nel caso in cui non sappia una risposta, gli permettono di passare la domanda all'avversario, il quale dovrà necessariamente rispondere. Se lo sfidante indovina, ruba la vita al campione, ma la vita gli può servire solo a evitare la caduta in caso non sappia una risposta, in quanto gli sfidanti non possono passare nuovamente le domande al campione a loro volta. Se alla fine dei 30 secondi lo sfidante non ha dato la risposta esatta e non ha vite, la botola ai suoi piedi si apre facendolo cadere. Se invece è il concorrente centrale a non dare la risposta e a non avere più vite, sarà quest'ultimo a cadere e lo sfidante prende il suo posto, diventando il nuovo campione.
Una volta eliminato lo sfidante, il concorrente centrale deve scegliere tra il piede bianco e il piede nero del lecca-lecca posto davanti alla botola. In base alla scelta fatta, il concorrente centrale può guadagnare una somma che si va ad aggiungere al montepremi, guadagnare una vita, raddoppiare la somma guadagnata fino a quel momento oppure perderla completamente. Se il concorrente centrale cade nella botola, il montepremi da lui/lei guadagnato veniva azzerato fino alla dodicesima edizione e lo sfidante che è diventato campione riparte aprendo il lecca-lecca posto nella sua postazione, mentre dalla tredicesima edizione il montepremi rimane intatto e passa al nuovo campione che deve comunque scegliere nel proprio lecca-lecca. Nella prima edizione invece ogni sfidante aveva un valore stabilito che veniva guadagnato dal concorrente centrale se quest'ultimo vinceva la sfida. Il montepremi massimo totale della trasmissione è di 100000 € nella prima edizione (e nuovamente dalla tredicesima), 300000 € nella seconda e terza edizione e 500000 € dalla quarta alla dodicesima edizione.
Se resta un solo sfidante oppure scade il tempo a disposizione per l'intera gara a prescindere da quanti sfidanti sono stati sconfitti dal campione (fatto che viene annunciato dal suono di una sirena nel secondo caso), si procede all'ultima sfida. Nell'ultima sfida non vi è l'obbligo di rispettare l'alternanza tra sfidanti di sesso maschile e femminile; se il concorrente centrale vince l'ultima sfida si conferma campione in carica, passando al gioco finale mentre se è lo sfidante a vincere, quest'ultimo diventa campione con tutto il montepremi conquistato dal precedente.
Nel gioco finale, fino alla dodicesima edizione, il concorrente doveva rispondere a 10 domande in 3 minuti (7 domande in 2 minuti nella prima edizione). Se non sapeva una risposta poteva passare la domanda e ritentare in un secondo momento. Se indovinava tutte le risposte vinceva il montepremi, altrimenti non vinceva nulla e cadeva nella botola. In ogni caso aveva il diritto di tornare nelle puntate successive come campione in carica (nella prima edizione invece, indipendentemente dalla vittoria o meno, i concorrenti centrali non tornavano nelle puntate successive). Dalla tredicesima edizione, il concorrente centrale deve rispondere a una sola domanda in con 10 opzioni di risposta in 90 secondi. Ogni risposta è legata a una delle 10 botole laterali e, per rispondere, il concorrente deve posizionarsi su una di esse. Successivamente si procede con l'apertura delle botole e se il concorrente sceglie la risposta esatta vince il montepremi; in caso sceglie una risposta errata, la botola sotto i suoi piedi si aprirà e cadrà perdendo tutto. In ogni caso tornerà nella puntata successiva come campione in carica.
Vi sono alcuni vincoli fisici per poter partecipare come concorrente: 
- avere un'età compresa tra i 18 e i 55 anni
- Non pesare più di 100 chili
- Non essere alti più di 2 metri
- non indossare scarpe col tacco
- non soffrire o aver sofferto di problemi cardiaci o alla schiena[21]
- togliere gli occhiali (se portati) passandoli al conduttore prima di cadere nella botola

## Montepremi
| 1ª        | 1ª        | 2ª - 3ª    | 2ª - 3ª   | 4ª - 12ª    | 4ª - 12ª  | 13ª - in corso | 13ª - in corso |
| Valore    | Caselle   | Valore     | Caselle   | Valore      | Caselle   | Valore         | Caselle        |
| 3 000 €   | 1         | 500 €      | 2         | 1 000 €     | 2         | 500 €          | 3              |
| 5 000 €   | 2         | 1 000 €    | 5         | 5 000 €     | 5         | 1 000 €        | 2              |
| 7 000 €   | 1         | 5 000 €    | 4         | 10 000 €    | 4         | 2 500 €        | 5              |
| 10 000 €  | 3         | 15 000 €   | 3         | 20 000 €    | 3         | 5 000 €        | 2              |
| 15 000 €  | 2         | 20 000 €   | 2         | 30 000 €    | 2         | 10 000 €       | 3              |
| 20 000 €  | 1         | 50 000 €   | 1         | 100 000 €   | 1         | Raddoppia      | 1              |
| –         | –         | Raddoppia  | 1         | Perde Tutto | 1         | Dimezza        | 1              |
| –         | –         | Dimezza    | 1         | Raddoppia   | 1         | Perde Tutto    | 1              |
| –         | –         | Vita Bonus | 1         | Vita Bonus  | 1         | Vita Bonus     | 2              |
| 100 000 € | 100 000 € | 300 000 €  | 300 000 € | 500 000 €   | 500 000 € | 100 000 €      | 100 000 €      |

## Le prove di gioco

### Durante la competizione
- Modalità classica: questa modalità prevede di rispondere correttamente a domande o definizioni di cultura generale, poste in modo enigmistico. Di ogni risposta vengono inoltre visualizzate alcune lettere in aiuto al concorrente. Se lo sfidante centrale conosce la risposta, l'altro sfidante cade nella botola. Se lo sfidante centrale per quattro volte non è in grado di dare la risposta, cade nella botola e l'altro sfidante diventa il nuovo campione.

Dalla quinta edizione, al regolare svolgimento della competizione sono stati aggiunti alcuni giochi speciali, che di tanto in tanto si sostituiscono alle classiche domande nello svolgimento delle sfide (definiti dal conduttore Lo sparo nel buio per via della sigla sonora di presentazione).

#### Manche in uso
- Parole al buio (dalla 5ª edizione): i due concorrenti devono individuare da zero una parola di sei lettere aggiungendo su una griglia una lettera alla volta in 10 secondi. Dopo ogni tentativo, sulla griglia restano solo le lettere corrette della parola proposta dal concorrente. In caso di diversi errori consecutivi, un grafico si riempie fino a fornire automaticamente una lettera in aiuto ai concorrenti. Vince la sfida chi scova la parola per primo.
- Parole mimetizzate (dalla 5ª edizione): i due sfidanti devono individuare una parola di senso compiuto nascosta all'interno di una sequenza di diciotto lettere, con un indizio iniziale da parte del conduttore. Nel duello, ogni concorrente ha 10 secondi per rispondere, dopodiché ad ogni errore viene eliminata una lettera. Vince la sfida chi per primo individua la parola nascosta.
- Chissà chi sarà? (dalla 9ª edizione): i concorrenti devono riuscire a indovinare in 10 secondi un personaggio famoso, partendo da una lettera che il suo nome e cognome hanno in comune, proprio come in un cruciverba, e basandosi su un indizio fornito dal conduttore; ogni volta che il concorrente non riesce ad indovinare il nome e cognome in questione, viene aggiunta una lettera al cruciverba stesso[22][23]. Questo gioco era realizzato in collaborazione con Enigmistica IN fino alla decima edizione.
- Il giornalone di Caduta Libera (dalla 10ª edizione): il conduttore propone una data ben precisa ed una definizione data a mo' di titolo giornalistico e gli sfidanti devono indovinare un evento realmente accaduto in tale data, al quale la definizione si riferisce. Ad ogni errore o risposta mancata, viene aggiunta una lettera alla risposta. Dalla tredicesima edizione, la manche viene rinominata Breaking News.
- Dieci piccoli indizi (dall'11ª edizione): gli sfidanti devono indovinare un determinato elemento tramite degli indizi forniti di volta in volta dal conduttore a ogni tentativo in 10 secondi. Dal sesto tentativo, oltre all'indizio viene aggiunta una lettera alla risposta. Il titolo di questo gioco è ispirato al romanzo Dieci piccoli indiani di Agatha Christie.
- Foto puzzle (dalla 13ª edizione): gli sfidanti devono indovinare l'immagine raffigurata in un puzzle in 10 secondi. A ogni tentativo viene scoperta una tessera del puzzle e, dal sesto tentativo, viene anche aggiunta una lettera alla risposta in aiuto agli sfidanti.
- Parole Parole (dalla 13ª edizione): gli sfidanti devono indovinare in 10 secondi il titolo di una canzone sfruttando degli indizi. A ogni tentativo vengono aggiunti un indizio e una lettera alla risposta. Il titolo è ispirato alla canzone Parole parole di Mina.
- Frammenti musicali (dalla 13ª edizione): gli sfidanti devono ricostruire una determinata frase di una determinata canzone frammentata in vari pezzi, alcuni dei quali però superflui. Se il concorrente sceglie un frammento errato, questo verrà eliminato e la mano passa allo sfidante; se sceglie un frammento giusto, questo si posizionerà nella frase e il concorrente avrà 10 secondi per dare una risposta.

#### Manche non più in uso
- Parole arcane (dalla 5ª alla 12ª edizione): gli sfidanti dovevano individuare, in 10 secondi, tra otto parole le due che corrispondono a una definizione che veniva letta dal conduttore.
- 6 col resto di 2 (dalla 7ª alla 12ª edizione): gli sfidanti dovevano indovinare tra una lista di 8 elementi quali sono i due intrusi secondo un criterio dato dal conduttore. Non c'erano limiti di tempo. Accanto alla grafica compariva un semaforo che diventa rosso se le risposte sono entrambe sbagliate, arancione se una delle due è esatta, verde se sono entrambe esatte. Il gioco faceva riferimento al ritornello della canzone Quarantaquattro gatti dello Zecchino d'Oro 1968.
- Che coppia! (dall'8ª alla 12ª edizione): gli sfidanti dovevano abbinare 14 elementi formando 7 coppie secondo un criterio dato dal conduttore.
- Bersaglio libero (dall'8ª alla 12ª edizione): gli sfidanti dovevano abbinare correttamente 7 elementi a 3 opzioni di risposta denominate "bersagli". In caso di errore si ricominciava da capo.

### Designazione del campione
- L'ultima sfida (tutte le edizioni tranne la quarta): se il concorrente centrale non è riuscito a sconfiggere tutti i dieci sfidanti entro il tempo massimo della trasmissione, suona la sirena e si passa all'ultima sfida. Il concorrente centrale sceglie uno sfidante tra quelli rimasti e deve fare in modo che quest'ultimo non gli rubi il montepremi accumulato durante la puntata. In caso di vittoria può affrontare le domande finali, altrimenti cade nella botola e al gioco finale accede lo sfidante, al cui montepremi si somma quello del concorrente centrale eliminato. Dalla nona edizione, la sirena dell'ultima sfida suona anche durante sfide normali che si protraggono per un lungo tempo sul finire della trasmissione, trasformando la sfida nell'ultima.
- L'ultima sfida ad armi pari (4ª edizione): lo sfidante gioca contro il concorrente centrale con lo stesso numero di "vite" di quest'ultimo. Il tempo di risposta è di 15 secondi, invece di 30.

### Gioco finale
- Le magnifiche 7 (1ª edizione): il concorrente finalista, per vincere il bottino accumulato, doveva rispondere in due minuti a sette domande. Il concorrente aveva la possibilità di passare le domande a cui non sapeva rispondere per ritentare in un secondo momento. Se rispondeva correttamente a tutte le domande vinceva il montepremi, altrimenti perdeva tutto, cadeva nella botola e veniva eliminato dal gioco.
- I 10 Passi (dalla 2ª alla 12ª edizione): il concorrente finalista deve rispondere a dieci domande in tre minuti. Il montepremi minimo che si può vincere è di 10 000 €, in quanto, nel caso in cui il concorrente centrale abbia totalizzato meno di 10 000 €, il montepremi viene automaticamente arrotondato a tale cifra. Il concorrente ha la possibilità di passare le domande a cui non sa rispondere, per ritentare in un secondo momento. Se risponde correttamente a tutte le domande vince il montepremi, altrimenti perde tutto e cade nella botola. In ogni caso acquisisce il diritto a ritornare nella puntata successiva fino a quando non viene battuto da uno sfidante.
- Le 10 Botole (dalla 13ª edizione): il concorrente finalista, per vincere il montepremi accumulato che dev’essere minimo di 5 000 € (in caso abbia conquistato un montepremi inferiore, quest'ultimo viene arrotondato a tale cifra), deve rispondere ad una domanda con dieci risposte multiple, ognuna collegata con una delle dieci botole disposte attorno alla sua postazione centrale, in 90 secondi. Il giocatore dovrà quindi andarsi a posizionare sulla botola abbinata a quella che lui crede sia la risposta corretta fra quelle elencate. Successivamente si procederà con l'apertura delle prime 5 botole mentre le rimanenti saranno chiamate una alla volta dal concorrente. Se la risposta è esatta, il concorrente conquisterà il montepremi accumulato, altrimenti, la botola sotto i suoi piedi si aprirà e non vincerà nulla. Indipendentemente dal risultato, il concorrente tornerà di diritto nella puntata successiva.

## Caduta liberanel weekend
Nella prima edizione, le puntate domenicali si chiamavano Caduta libera! In festa.
Nella seconda e nella terza edizione, le puntate del sabato si chiamavano Il sabato di Caduta libera; la stessa cosa accadeva con La domenica di Caduta libera (titolo per le puntate domenicali), dove il logo era dorato.
Nella quarta edizione, le puntate del sabato e della domenica assumono il titolo Caduta libera Smile (titolo già appartenuto alle puntate estive del 2016).
Dalla quinta all'undicesima edizione e per le repliche della tredicesima edizione, le puntate del fine settimana si intitolano Il week end di Caduta libera, fatta eccezione per la nona edizione, quando le puntate del fine settimana sono state repliche chiamate RiCaduta libera.
Nella dodicesima edizione le puntate del fine settimana sono state repliche intitolate Caduta libera Story mentre nella tredicesima edizione non assumono nessuna denominazione nei primi due fine settimana (dal terzo, trattandosi di repliche, riassumono la denominazione avuta fino all'undicesima edizione).

## Vincite
Il campione che ha totalizzato la somma più alta nella storia del gioco è Nicolò Scalfi, da Villaggio Prealpino, il quale ha vinto in totale 838000 € in 88 puntate (dal 24 ottobre 2018 al 6 luglio 2019 più tre puntate nel torneo Campionissimi).

## Puntate speciali

### Caduta libera - Campionissimi
Serie di puntate speciali andate in onda in prima serata il 24 giugno 2016 e il 12 giugno 2017 come singole puntate speciali, il 16 e 17 novembre 2019 nella fascia preserale e dal 16 dicembre 2021 al 5 gennaio 2022 come edizione serale strutturata in quattro puntate. In tali puntate si sono sfidati i migliori campioni della storia del programma con la partecipazione di ospiti VIP.
| Puntate          | Concorrenti VIP                     | Ospiti                                                                                  | Ascolti        | Ascolti |
| Puntate          | Concorrenti VIP                     | Ospiti                                                                                  | Telespettatori | Share   |
| 24 giugno 2016   | –                                   | Maria De Filippi, Iva Zanicchi, Edoardo Vianello, Cristina D'Avena, Giuseppe Giacobazzi | 3 454 000      | 18,52%  |
| 12 giugno 2017   | –                                   | Francesco Gabbani, Arisa, Ale e Franz                                                   | 3 273 000      | 15,60%  |
| 16 novembre 2019 | –                                   | –                                                                                       | 4 267 000      | 22,40%  |
| 17 novembre 2019 | –                                   | –                                                                                       | 4 218 000      | 19,20%  |
| 16 dicembre 2021 | Alvin, Veronica Gentili             | Ivana Spagna, Martufello, I Gemelli di Guidonia                                         | 2 468 000      | 13,80%  |
| 23 dicembre 2021 | Roberta Giarrusso, Nicola Savino    | The Kolors, Iva Zanicchi, Elettra Lamborghini                                           | 2 084 000      | 12,10%  |
| 30 dicembre 2021 | Francesco Vecchi, Giorgia Venturini | Claudio Lauretta, Cristina D'Avena, Alex Britti                                         | 2 384 000      | 13,40%  |
| 5 gennaio 2022   | Alessandra Viero, Aurora Ramazzotti | Cristiano Malgioglio, Amanda Lear, Raul Cremona, I Gemelli di Guidonia                  | 2 293 000      | 12,50%  |

### Caduta libera - La rivincita dei campioni
Puntata speciale andata in onda in prima serata il 10 settembre 2016 in cui si sono sfidati i migliori campioni della seconda edizione del programma con la partecipazione di ospiti VIP.
| Puntata           | Ospiti                                   | Ascolti        | Ascolti |
| Puntata           | Ospiti                                   | Telespettatori | Share   |
| 10 settembre 2016 | Al Bano, Enrico Ruggeri, Raffaella Carrà | 1 863 000      | 10,50%  |

### Caduta libera - Molto speciale
Puntata speciale andata in onda in prima serata il 17 settembre 2016 con la partecipazione di concorrenti e ospiti VIP.
| Puntata           | Concorrenti VIP | Ospiti                                                                                        | Ascolti        | Ascolti |
| Puntata           | Concorrenti VIP | Ospiti                                                                                        | Telespettatori | Share   |
| 17 settembre 2016 | Simona Ventura, Ilary Blasi, Paolo Kessisoglu, Simone Rugiati, Iago Garcia, Nadia Toffa, Irene Cioni, Michela Coppa, Andrea Pucci, Francesco Vecchi, Alessandro Cecchi Paone | Ron, Stefano De Martino, Alvin, Luca Bizzarri, Giulio Berruti, Pierluigi Pardo, Luca Sardella | 2 331 000      | 12,00%  |

### Caduta libera - Master
Puntata speciale andata in onda in prima serata il 19 giugno 2017 con la partecipazione di concorrenti e ospiti VIP oltre che di varie categorie di concorrenti.
| Puntata        | Concorrenti VIP                                                              | Ospiti                             | Ascolti        | Ascolti |
| Puntata        | Concorrenti VIP                                                              | Ospiti                             | Telespettatori | Share   |
| 19 giugno 2017 | Giovanna Civitillo, Valentina Persia, Roberta Lanfranchi, Samantha de Grenet | J-Ax, Los Locos, Maurizio Battista | 3 159 000      | 15,00%  |

### Caduta libera - I migliori
Puntate speciali andate in onda in prima serata dal 24 settembre al 29 ottobre 2023 con la partecipazione di concorrenti e ospiti VIP oltre che di varie categorie di concorrenti di cui sono stati selezionati i concorrenti migliori. Nelle ultime due puntate si è svolto invece un torneo tra i migliori campioni della storia del programma.
| Puntate           | Concorrenti VIP                                                                                      | Ospiti                                                                                     | Ascolti        | Ascolti |
| Puntate           | Concorrenti VIP                                                                                      | Ospiti                                                                                     | Telespettatori | Share   |
| ----------------- | --- | ------------------------------------------------------------------------------------------ | -------------- | ------- |
| 24 settembre 2023 | Alessia Mancini, Paolo Ciavarro, Chiara Tortorella                                                   | Fausto Leali, Los Locos, Franco Guzzo, Francesca Manzini, Ivana Spagna                     | 1 848 000      | 12,80%  |
| 1º ottobre 2023   | Stefano Conti, Veronica Gentili, Daniele Battaglia, Ylenia Baccaro, Damiano Carrara, Giampaolo Gambi | Claudio Lauretta, Franco Guzzo, Gianmarco Carroccia, Malika Ayane, Alan Sorrenti           | 1 690 000      | 11,90%  |
| 8 ottobre 2023    | Giorgia Palmas, Andrea Dianetti, Giulia Salvi, Andrea Rock                                           | Alexia, I Cugini di Campagna, Rita Pavone, Barbara Foria, Franco Guzzo                     | 1 521 000      | 11,00%  |
| 15 ottobre 2023   | Gianpaolo Gambi, Damiano Carrara, Veronica Gentili, Andrea Dianetti, Chiara Tortorella, Andrea Rock  | Orietta Berti, Fabio Rovazzi, Sandy Marton, Zero Assoluto, Gabriella Germani, Franco Guzzo | 1 622 000      | 11,50%  |
| 22 ottobre 2023   | Andrea Dianetti                                                                                      | Cristina D'Avena, Mal, Haddaway, Matia Bazar, Gianluca Fubelli, Franco Guzzo               | 1 626 000      | 11,00%  |
| 29 ottobre 2023   | – | Drupi, Donatella Rettore, Las Ketchup, Dado, Alfa, Franco Guzzo                            | 1 395 000      | 9,80%   |

### Puntate VIP e puntate tematiche
La prima e la trentaduesima puntata della prima edizione e le puntate domenicali dalla seconda edizione all'ottava edizione sono state realizzate con la partecipazione speciale di personaggi del mondo dello spettacolo nelle vesti di concorrenti o di particolari categorie di concorrenti appartenenti a una stessa categoria tematica (sosia di personaggi famosi, culturisti, tifosi di squadre di calcio, campioni storici di Caduta libera o di altri quiz Mediaset, barzellettieri eccetera). Il montepremi vinto dai concorrenti VIP, è stato poi devoluto in beneficenza.

### Caduta libera - Il torneo
Nella terza e quinta edizione nella puntata conclusiva si affrontarono i migliori campioni della stagione con il titolo speciale Caduta libera - Il torneo (14 gennaio e 19 novembre 2017). Nella settima edizione il torneo venne esteso alle ultime due puntate domenicali (11 e 18 novembre 2018) mentre nell'ottava venne esteso alle ultime due puntate domenicali della stagione primaverile (16 e 23 giugno 2019) e alle ultime due puntate della stagione autunnale (16 e 17 novembre 2019), queste ultime intitolate Caduta libera - Campionissimi. Nell'undicesima edizione, un nuovo torneo viene indetto nelle puntate del 4 e del 5 ottobre 2022 in occasione delle 1000 puntate del programma.

### Caduta libera - Grazie Mike
Puntata speciale andata in onda il 7 settembre 2019 nella fascia preserale, dedicata a Mike Bongiorno in occasione dei 10 anni dalla sua scomparsa. Per l'occasione sono state chiamate come concorrenti alcune tra le vallette che hanno affiancato Mike nella sua carriera. Inoltre, tutte le domande poste in quella puntata, riguardavano Mike. La puntata è stata seguita da 2 308 000 spettatori con uno share del 17,10%.

### Puntate 1000 e 1001
Le puntate 1000 e 1001 vanno in onda rispettivamente il 4 e il 5 ottobre 2022. Per l'occasione, la sfida classica viene sospesa e tornano in gioco a sfidarsi i campionissimi del programma. Al centro nella prima puntata vi è stato Nicolò Scalfi che, nella seconda puntata, ha poi ceduto la posizione a Christian Fregoni, il quale nell'ultima sfida è stato battuto da Gabriele Giorgio. Quest'ultimo ha poi vinto 11000 € nel gioco finale.

## Merchandising
- Nella puntata del 6 febbraio 2016, Gerry Scotti annunciò l'arrivo del gioco in scatola di Caduta libera mostrato poi in televisione per la prima volta nella puntata del 10 marzo 2016 commercializzato dalla Ravensburger. Come accadeva anche per L'eredità con Fabrizio Frizzi su Rai Uno e per Avanti un altro!, con Paolo Bonolis su Canale 5, il gioco viene spesso regalato ai concorrenti che sono eliminati come premio di consolazione. Dal settembre 2017 (ossia dalla quinta edizione), il gioco in scatola che spesso Gerry Scotti regala ai concorrenti che sono stati eliminati non è più la versione classica del gioco stesso, bensì la versione per i più giovani chiamata Caduta libera Junior, che lo stesso Scotti annunciò nelle puntate di giugno 2017. Tuttavia, fino al 2019, il conduttore del programma aveva continuato a regalare, ad alcuni concorrenti eliminati e caduti nella botola, seppur in maniera molto sporadica, la versione classica del gioco in scatola.
- Dall'11 marzo 2016 al 2018 è stata disponibile su Google Play e App Store l'applicazione ufficiale di Caduta libera.
- Da settembre 2021 è disponibile la nuova versione del gioco da tavolo Caduta libera Junior mentre da ottobre 2022 è disponibile la nuova edizione della versione classica.